# Janusz Mackiewicz
Janusz Mackiewicz, ps. „Macek” (ur. 21 września 1957 w Gdańsku) – polski kontrabasista i gitarzysta basowy, kompozytor jazzowy, aranżer.

## Życiorys
Urodził się w Gdańsku, a swoje pierwsze muzyczne kroki stawiał jako nastolatek, grając na gitarze basowej w zespole rockowym, działającym przy osiedlowym domu kultury na Przymorzu. W 1977 rozpoczął naukę w Państwowej Szkole Muzycznej I stopnia w Gdańsku w klasie kontrabasu u prof. Stanisława Zubla. Równocześnie interesował się muzyką jazzową, często bywał na koncertach. Jako kontrabasista debiutował w big bandzie jazzowym Jerzego Partyki. W 1981 doskonalił swój warsztat w zespole New Coast, w którym grali między innymi: Maciej Sikała, Grzegorz Nagórski, Adam Czerwiński, Cezary Paciorek. W latach 1981–1982 brał też udział w Warsztatach Jazzowych w Chodzieży. 
W 1984, będąc uczniem Szkoły Muzycznej II st. im. Fryderyka Chopina w Gdańsku, rozpoczął sześcioletnią pracę w orkiestrze Teatru Muzycznego im. Danuty Baduszkowej w Gdyni. W tym samym czasie uczestniczył w sesjach nagraniowych dla Radia Gdańsk. Na początku lat 90. wyjechał na trzymiesięczny kontrakt zagraniczny, gdzie akompaniował amerykańskim artystom. Po powrocie rozpoczął współpracę z saksofonistą Przemkiem Dyakowskim, prowadząc Sax Club w Gdyni i jam-sessions podczas Gdynia Summer Jazz Days oraz Sopot Molo Jazz Festival. Równocześnie rozpoczął wieloletnią współpracę z klarnecistą Emilem Kowalskim.
Z początkiem lat 90. rozpoczął działalność edukacyjną. W 1992 nagrał materiał dźwiękowy do „Szkoły na bas” Janusza Popławskiego. Był stałym współpracownikiem pisma „Gitara i Bas”. W latach późniejszych na stronie firmy Mayones prowadził internetowe warsztaty dla basistów – „My-szkoła”. Lata 90. to również trasy koncertowe, na których grał m.in. z Piotrem Baronem, Wojciechem Karolakiem, Tomaszem Szukalskim, Januszem Muniakiem, Krystyną Prońko, Janem Ptaszynem Wróblewskim, Jarkiem Śmietaną, Leszkiem Możdżerem. 
W 2003 założył własny zespół, z którym nagrał pierwszą autorską płytę z kolędami „W Dzień Bożego Narodzenia”. W styczniu 2008 ukazała się jego druga autorska płyta „Frogsville”, a rok później w lutym 2009 płyta „Melisa” Przemka Dyakowskiego, w nagraniu której brał udział, zyskała status Złotej Płyty. W międzyczasie współpracował przy projektach takich jak: A’FreAK-aN Project, Ikenga Drummers czy Take it Easy, której najnowsza płyta "Take it Easy V: Ach to był szał..." została wydana w październiku 2020.
Pod koniec 2008 wspólnie z innymi trójmiejskimi muzykami założył Stowarzyszenie Muzyków Jazzowych w Sopocie (kooperującego m.in.: Sopot Molo Jazz Festival i Jazz w Lesie w Sulęczynie), którego został prezesem.
W 2009 wydał kolejną autorską płytę „Układ Scalony”. W 2011 założył zespół Elec-Tri-City, z którym wydał 2 płyty.
Występował na wielu znanych festiwalach jazzowych takich jak: Sopot Molo Jazz Festiwal, Jazz Nad Odrą, Bielska Zadymka, Gdynia Summer Jazz Days, Komeda Jazz Festiwal, Złota Tarka.
Otrzymał Nagrodę Specjalną Marszałka Województwa Pomorskiego za wybitne zasługi w dziedzinie twórczości artystycznej oraz upowszechniania i ochrony kultury na rzecz mieszkańców województwa pomorskiego.

## Dyskografia

### Płyty autorskie[9]
- W Dzień Bożego Narodzenia - kolędy jazzowe (2006). Janusz Mackiewicz Quartet: Darek Herbasz – saksofon tenorowy, saksofon altowy, Dominik Bukowski – wibrafon, Janusz “Macek” Mackiewicz – kontrabas, Adam Czerwiński – perkusja, instrumenty perkusyjne
- Frogsville (2008). Janusz Mackiewicz Quintet: Janusz „Macek” Mackiewicz – kontrabas, Grzegorz Nagórski – puzon, Darek Herbasz – saksofony, Dominik Bukowski – wibrafon, Adam Czerwiński – perkusja
- Układ Scalony (2009). Janusz Mackiewicz Quartet: Janusz Mackiewicz – kontrabas, Darek Herbasz – saksofony, tenorowy i barytonowy, Dominik Bukowski – wibrafon i marimba, Michał Szczeblewski – perkusja
- Elec-Tri-City (2013). Janusz Mackiewicz – gitara basowa, Leszek Możdżer – pianino, Maciej Sikała – saksofon, Marcin Wądołowski – gitara, Dominik Bukowski – xylosynth, Grzegorz Sycz – perkusja, Justyna Antoniak – wokal, Olga Kunicka – skrzypce, głos (1) Herb Geller
- Elec-Tri-City “Depth Of Focus” (2017). Janusz Mackiewicz – gitara basowa, moog, Marcin Wądołowski – gitara, Dominik Bukowski – xylosynth, Grzegorz Sycz – perkusja, głos (1) Eric Allen

### Pozostałe albumy
- Children of bird (1999). Emil Kowalski
- Droga do ciebie (1999). Jazzmeni Janowi Pawłowi II
- Shalom (2002). Cezary Paciorek
- Słowa (2001/2002). Waldemar Chyliński
- Kolędy (2002). Emil Kowalski
- Playing Benny Goodmann (2003). Emil Kowalski
- Take it Easy (2005). Przemek Dyakowski
- Lustereczko (2005). Larry Okey Ugwu
- Kochankowie Rudej Marii (2006). Wanda Staroniewicz
- Melisa (2007). Przemek Dyakowski
- „A’FreAK-aN Project” (2011). Wojciech Staroniewicz
- Take It Easy III (2011). Przemek Dyakowski
- Projekt Elbląg (2011). Specjal Jazz Sextet
- Git Majonez (2011). Marcin Wądołowski Quintet
- Blue Night Session (2014). Marcin Wądołowski Quintet
- A’FreAk-KomEdA Project (2015). Wojciech Staroniewicz
- Take It Easy IV (2015). Przemek Dyakowski
- Take It Easy V (2020). Przemek Dyakowski
- Ach, to był szał  (2020). Przemek Dyakowski -Take It Easy VI
- Jakub Hajdun Trio (2020). Jakub Hajdun Trio
- Utwory Własne (2022), Jakub Hajdun Trio
- Ludmiła (2023). Przemek Dyakowski -Take It Easy VII